# Guslagie Malanda
Guslagie Malanda (París, 1990) es una actriz y curadora de arte francesa. Ha protagonizado las películas My Friend Victoria (2014) y Saint Omer (2022).

## Vida y carrera
Criada en Francia, Malanda se interesó por el teatro y el cine desde muy joven. Estudió historia del arte en la universidad y ha trabajado en curaduría de arte desde que se graduó.
Malanda hizo su debut en la pantalla en 2014, interpretando el papel principal de My Friend Victoria de Jean-Paul Civeyrac. Obtuvo el papel después de que un amigo que trabajaba en la película le recomendó que hiciera una audición. Su actuación fue bien recibida; una reseña del New York Times destacó su "actuación pensativa" como Victoria, una joven madre que vuelve a ponerse en contacto con la familia que una vez la acogió. Sin embargo, después de My Friend Victoria, Malanda estuvo muchos años sin actuar profesionalmente; como francesa negra, se negó a aceptar papeles que consideraba estereotípicos (criminales, inmigrantes, terroristas, etc.), que comprendían casi todos los papeles que le ofrecían. Durante este tiempo, mientras trabajaba como curadora de arte, Malanda se consideraba a sí misma "una actriz en secreto". En el 2018, interpretó un papel secundario en un episodio de la serie de televisión estadounidense The Romanoffs.
La directora Alice Diop, amiga de Malanda, la animó a volver al cine ofreciéndole un papel en Saint Omer (2022). Basada en el caso real de Fabienne Kabou, la película está protagonizada por Malanda como Laurence Coly, una inmigrante senegalesa enjuiciada por matar a su hija de un año. Malanda estudió tai chi para prepararse para el desafío de controlar su respiración en el estrado de la corte. El rodaje de la película fue intenso, con Malanda pronunciando monólogos muy largos y pasando mucho tiempo en el personaje; ella describió haber experimentado pesadillas durante un año. La actuación de Malanda fue nuevamente bien considerada; Mario Naves de The New York Sun elogió su "notable actuación" por sus "majestuosas proporciones, sutileza y valor", y AO Scott de The New York Times dijo que le dio a su personaje "la dignidad trágica y penetrante de una heroína de Racine". En la 48.ª edición de los premios César, fue nominada al premio César a la actriz más prometedora por Saint Omer.
Malanda aparecerá en The Beast (2023) de Bertrand Bonello.

## Filmografía
| Año  | Título           | Rol           | notas                            |
| ---- | ---------------- | ------------- | -------------------------------- |
| 2014 | Mi amiga vitoria | Victoria      | Largometraje                     |
| 2018 | Los Romanoff     | Clotilde      | Series de televisión; 1 episodio |
| 2022 | San Omer         | Laurence Coly | Largometraje                     |
| 2023 | La bestia        | Muñeca Kelly  | Largometraje                     |